# 汤普森冲锋枪
湯普森衝鋒槍（英語：Thompson Submachine Gun），是美國一種著名的衝鋒槍，由約翰·T·湯普森（John T. Thompson）在1910年代末期設計，並由美國的自動軍械公司（Auto-Ordnance Company）生產。除了在戰爭中使用外，湯普森衝鋒槍也是美國警察與罪犯在1930年代非常愛用的武器款式。在禁酒令時代以芝加哥黑幫為主的犯罪集團曾利用這款衝鋒槍造成許多傷亡，而使得它獲得湯米衝鋒槍（Tommy Gun）、芝加哥打字機（Chicago Typewriter）、芝加哥小提琴（Chicago Violin）或芝加哥鋼琴（Chicago Piano）等綽號。

## 歷史及服役情況

### 發展
湯普森衝鋒槍由約翰·T·湯普森研發，他原先想製作一款名為湯普森自動步槍的武器來取代當時的舊式步槍。當時湯普森正在尋找一種能夠讓湯普森自動步槍安全地操作的機制，同時又排除了如反衝後座操作或氣動式般複雜的運作原理。不久，他找到了由約翰·貝爾·布利許在1915年申請的專利。其內容為於壓力下粘合傾斜的金屬表面。1916年，湯普森找到他的贊助人，湯姆斯·F·萊恩，並合伙创办自動軍械公司來發展他的自動步槍。雖然汤普森自動步槍／冲锋枪以汤普森命名，但他并不是实际设计者，主設計者為西奧多·H·艾柯夫、奧斯卡·V·佩恩及喬治·E·戈爾。
1917年後期，延遲閉鎖系統的限制漸漸顯現出來：相對於一款後膛閉鎖器，它更像一種延遲反沖裝置。結果發現，適合該延遲閉鎖系統而又在美軍服役的子彈就只有.45 ACP（M1911.45 ACP口径手枪子弹）彈。考慮到反沖作用原理只適用於手槍子彈，使用装药量較多的步枪弹時容易發生故障。不過.45 ACP彈作為一種大口徑手槍子彈仍可達到不錯的杀伤效果。於是湯普森設想一款能「一人一把，使用.45 ACP彈」的機槍來結束第一次世界大戰的塹壕戰。湯普森打算將其當作“塹壕掃把”，以比喻該槍專門用於清除戰壕裡的敵軍，並取代已被證明不適合擔任這個崗位的白朗寧自動步槍。同時，德國軍隊也有發展類似的概念，他們使用西奧多‧貝格曼設計的MP18衝鋒槍來配合“滲透戰術”。佩恩按照湯普森的概念設計了一把自動槍械和其彈鼓。該計畫稱為“殲滅者I”。到了1918年，樣槍的大部分問題已經解決，可是在其運到歐洲戰場之前，戰爭就已結束。
湯普森为了与使用步枪弹药的机枪区别，创造了“submachine gun”的术语，在1919年的自動軍械公司董事會會議中討論了“殲滅者”在戰爭結束後的營銷，最後決定更名為“湯普森衝鋒槍”。雖然當時已有類似概念的武器（如：MP18、貝瑞塔M1918等），但湯普森仍是第一款被貼上“衝鋒槍”（即Submachine gun，直譯為“微型機槍”）標籤的武器。

### 早期使用

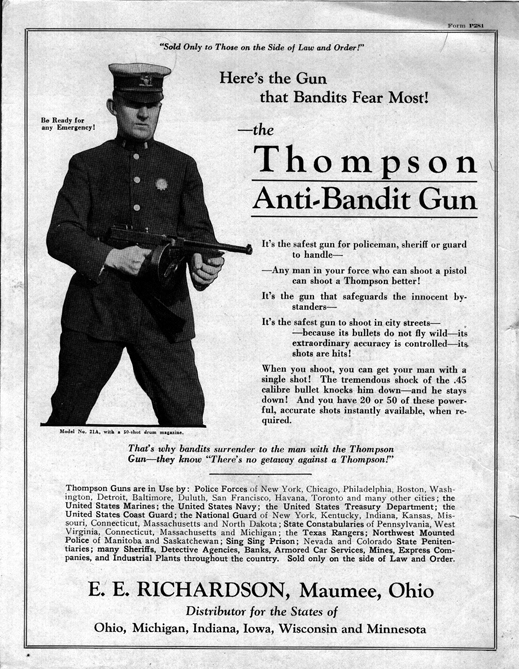
“反罪惡武器”（Anti-Bandit Gun）：在1920年代的M1921廣告

湯普森衝鋒槍第一型量产時為M1921。因一战结束军方需求消失，這個版本主要推广民間市场，平民亦可購買，只因其極高昂的價格導致銷售情況極差（一把M1921的售价為200美元，當時一輛福特汽車才賣400美元）。有小批量M1921被銷售到美国邮政检查局（英語：United States Postal Inspection Service），主要用於保護郵件避免劫案。美國海軍陸戰隊也有少量訂購，其他美國國內用戶包括幾個地方層級警察部門，只有極少量的M1921被銷售至海外，其中主要的買家都是中美洲和南美洲的警隊。美國海軍陸戰隊在香蕉戰爭中首度使用了湯普森衝鋒槍，他們以配發該槍的4人小隊提供了與一支9人組成的普通小隊匹敵的火力。因此，在對抗尼加拉瓜游擊隊時，湯普森衝鋒槍可以作為一個良好的固定火力點。然而，該槍並不是盡善盡美，其缺点主要來自於重量，除此之外其在50碼以外的射擊精度會急遽衰退，且雖然使用.45 ACP彈藥，卻缺乏同口徑手槍的穿透力。
第一批湯普森衝鋒槍由愛爾蘭代理商（特別是哈利·博蘭）購買。對湯普森衝鋒槍的首次測試是由第3科克旅的指揮官湯姆‧巴里 在愛爾蘭共和軍領導人米高·柯林斯的監察下進行。起初共購買了653把，但在1921年6月時其中495把在紐約被美國海關查獲。其餘的則通過利物浦抵達愛爾蘭共和軍手上，並在愛爾蘭獨立戰爭的最後一個月中使用。愛爾蘭共和軍與英國在1921年7月休戰後進口了更多湯普森衝鋒槍，並把它們用於隨後的愛爾蘭內戰。然而這些武器到了愛爾蘭戰場後卻發現並不是十分有效，由湯普森衝鋒槍造成的人員傷亡率只有32％。
1926年，消費者可選擇在M1921上安裝卡茨補償器（一種槍口制退器）；裝有補償器的湯普森衝鋒槍被編為21AC，價格為原來的200美元，而原裝的M1921則減價至175美元。
1928年，聯邦實驗室從自動軍械公司接手了湯普森衝鋒槍的經銷。此時的成本是每件武器225美元，每個50發彈鼓5美元和每個20發彈匣3美元。
1933年，聯邦調查局在堪薩斯城大屠殺後首次購買了湯普森衝鋒槍。

### 第二次世界大戰

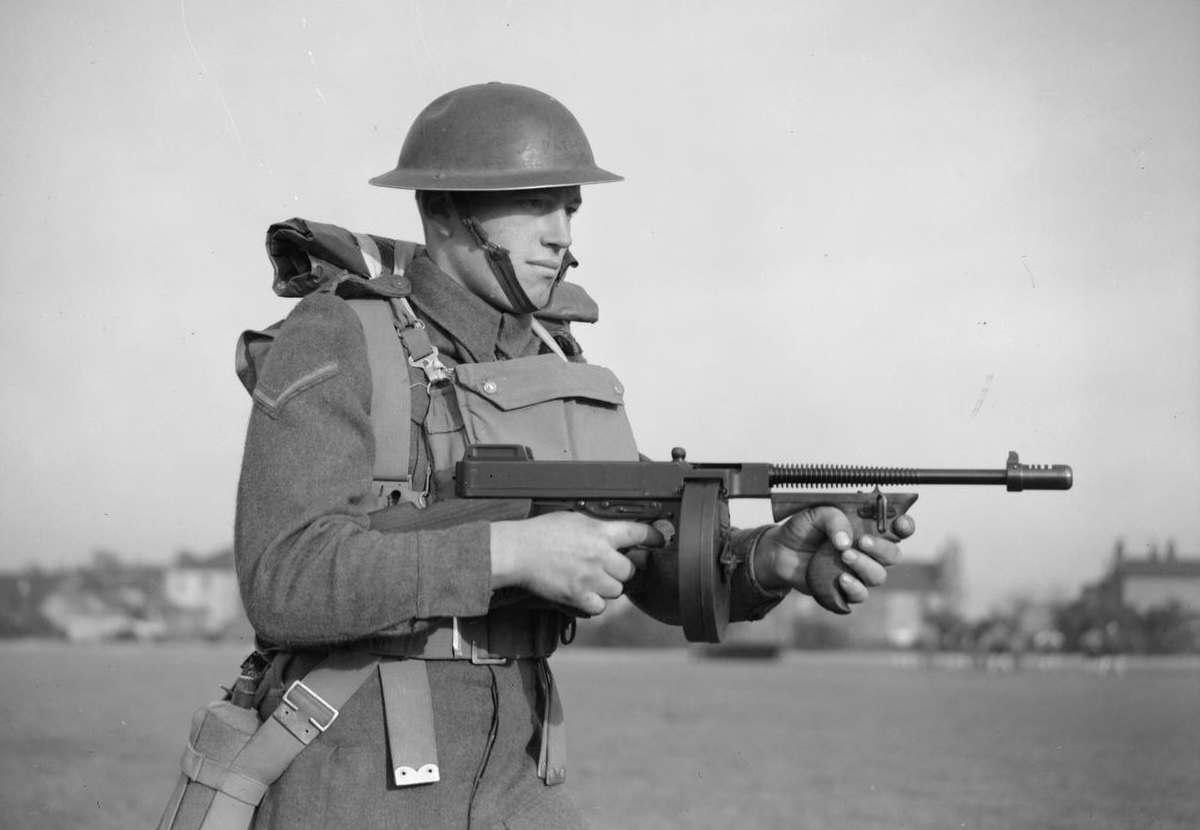
一名配備了湯普森M1928衝鋒槍的英軍士兵，攝於1940年11月25日

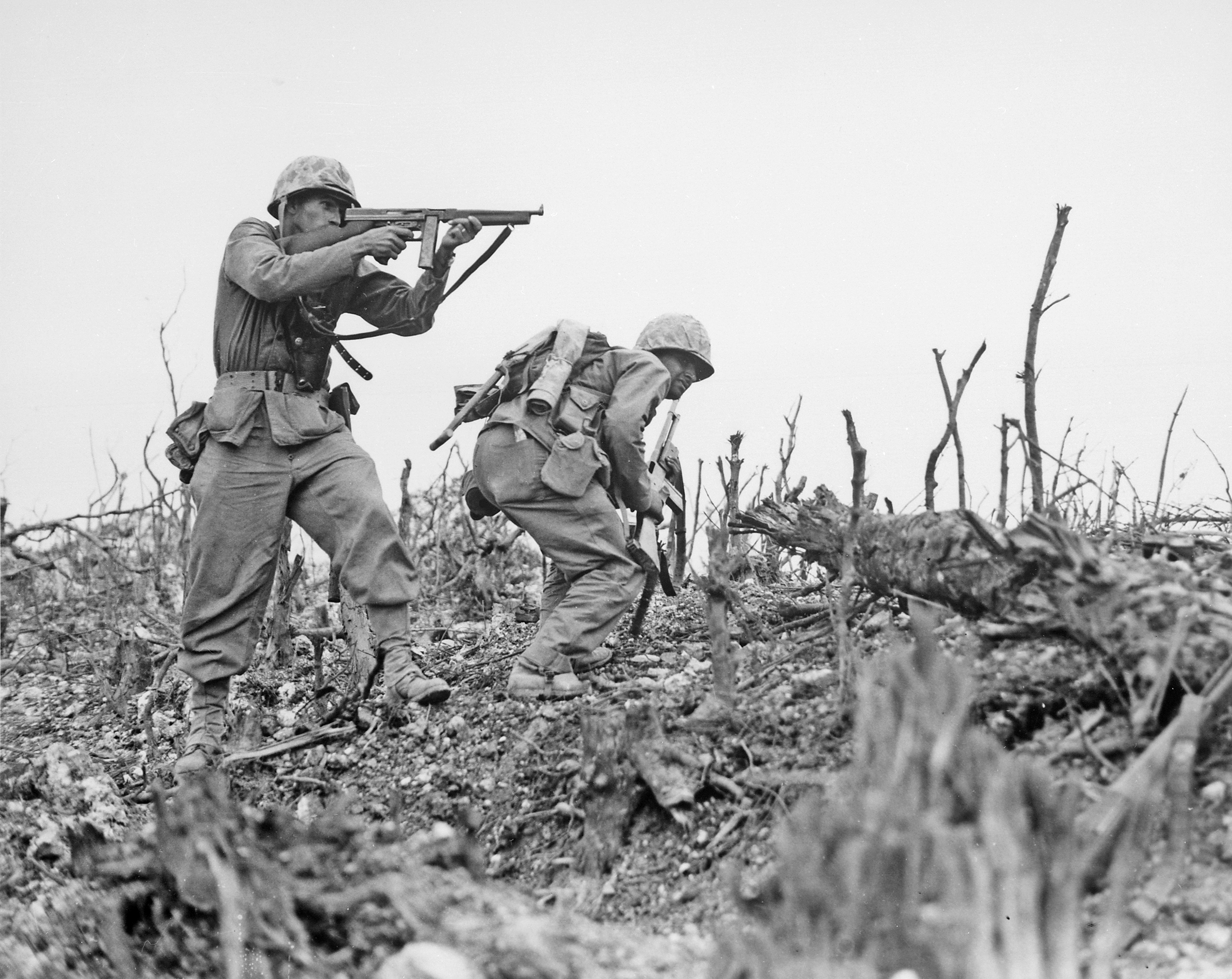
美國海軍陸戰隊使用湯普森衝鋒槍向日軍攻擊，1945年攝於沖繩

1938年，美國軍隊開始大量採購湯普森衝鋒槍，這些武器參加了第二次世界大戰期間太平洋战区及欧洲战区以後的一些戰役。
湯普森衝鋒槍有兩種軍用型，第一款是能夠使用盒型彈匣和彈鼓供彈的M1928A1（但彈鼓並不太受歡迎，因為它十分脆弱並容易卡彈），它裝有一個卡茨補償器，並在槍管上設有散熱翼。另一種軍用型為槍管上沒有散熱翼的M1和M1A1，這個版本只能以盒型彈匣供彈。
不少M1928A1的使用者都指出50發彈鼓十分沉重、嘈雜和換彈時間較長；而20發彈匣則載彈量過少。1941年12月6日，美軍於諾克斯堡進行了對兩種備選方案的測試：一個擴展的30發方型彈匣和一個40發彈鼓（將兩個20發彈匣焊接在一起）。（焊接的概念來自UD42衝鋒槍）測試者則認為兩者都優於“XX”方型彈匣或“L”型彈鼓。1941年12月，30發方型彈匣最終成為標準供彈具，取代了“XX”彈匣和“L”彈鼓。
第二次世界大戰爆发时，英国和法国都紧急向自動軍械公司订购了汤普森冲锋枪。二次大戰期間，各廠商一共生產了150多萬把軍用型湯普森衝鋒槍。
繁琐的生产工艺对于大规模战争中使用的武器是很大的缺点，薩維奇武器公司的工作人員希望能夠找到簡化M1928A1的方法。可是，自動軍械公司曾對薩維奇公司简化的汤普森冲锋枪發表了否定意见。最後，在1942年2月出產的原型於1942年3月在阿伯丁試驗場進行了測試；得到的结论是：简化型汤姆森冲锋枪与原M1928A1相比生产性提高，单价也降低了，同時其命中精度并不逊色。1942年4月，陸軍軍械局批准了生產這種改良版本並命名為M1，這些槍械主要由薩維奇武器公司和自動軍械公司生產。M1可對應20或30發彈匣供彈，但無法使用彈鼓。
在第二次世界大戰期間，湯普森衝鋒槍被編排給盟軍偵察兵、士官（下士、中士或更高）和巡邏隊隊長手中。湯普森衝鋒槍極高的近戰火力令其在歐洲戰場中被廣泛裝備於英國突擊隊、美國傘兵及遊騎兵營。瑞典採用的M1928A1衍生型名為Kulsprutepistol m/40，意為40式衝鋒槍，該槍於1940—1951年期間在瑞典國防軍中服役。蘇聯則通過租借法案獲得一些M1928A1衝鋒槍，然而因為彈藥不足而沒有廣泛使用。
中華民國也因為租借法案而得到湯普森衝鋒槍，供應中國的湯普森衝鋒槍會首先被運到印度再用運輸機經駝峰航線送到國民革命軍士兵手上，後來因為緬甸戰場的戰局好轉而重開滇緬公路，湯普森衝鋒槍等援華物資得以直接經陸路運往中國戰場。
在太平洋戰區中，澳洲陸軍與其它英聯邦部隊最初在叢林巡邏及埋伏中大量使用湯普森衝鋒槍，因為其強大的火力可極快完成戰鬥。然而，由於其高達10磅的重量及彈藥補給困難，最終令其被其他衝鋒槍，如欧文冲锋枪及奥斯汀冲锋枪所取代。美軍方面，美國海軍陸戰隊也將湯普森衝鋒槍列為限制供應的武器，尤其是在之後的島嶼登陸作戰。可是，美軍很快就發現湯普森衝鋒槍的效果原來十分有限，因為在叢林覆蓋的地方，低速的.45口徑子彈既不會穿透大多數的小直徑樹木，亦不會打穿防彈衣。（在1923年，美國陸軍拒絕採用當時的新型.45雷明登-湯普森子彈，據指這種子彈具備比普通.45口徑子彈高出兩倍的威力，故拒絕採用很可能是一個錯誤的決定）在太平洋戰爭早期階段的新幾內亞戰役和瓜達爾卡納爾島戰役中，許多叢林巡邏隊原本配備湯普森衝鋒槍，但其崗位很快就被白朗寧自動步槍所取代，尤其是作為據點防禦武器時。
後來美軍於1943年配備了M3衝鋒槍，並計劃生產至足以取消未來的湯普森衝鋒槍訂單，以將後者逐漸退出前線。然而，由於一些不可預見的生產延誤和改進要求，M3衝鋒槍從來沒有取代湯普森衝鋒槍，而美軍對湯普森衝鋒槍的採購則繼續進行到1944年2月。

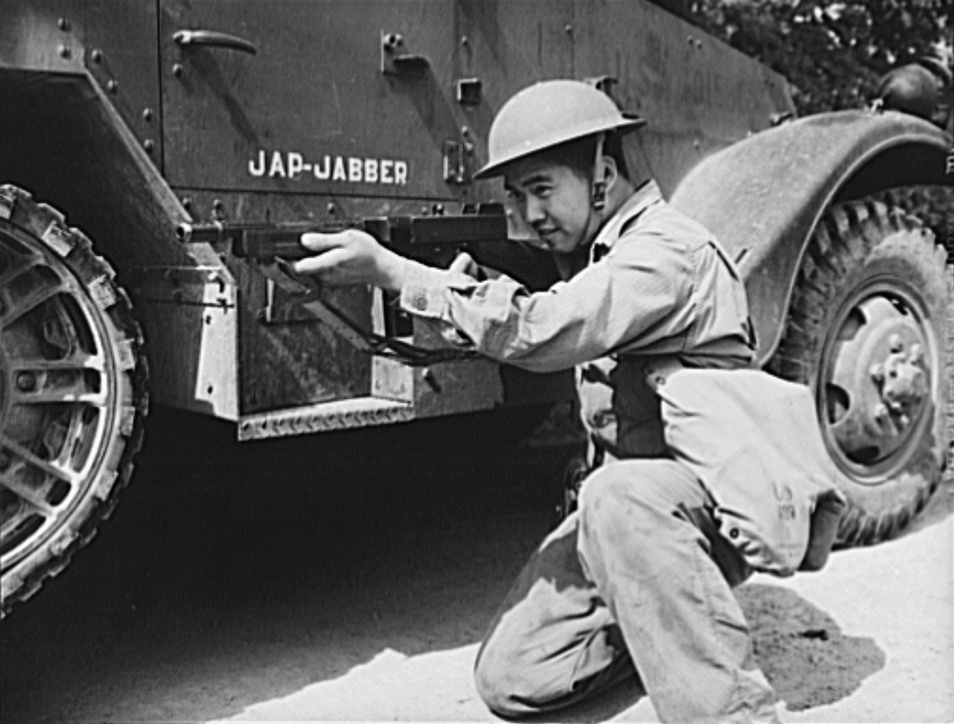
使用M1928A1的華裔美軍士兵，攝於1942年6月
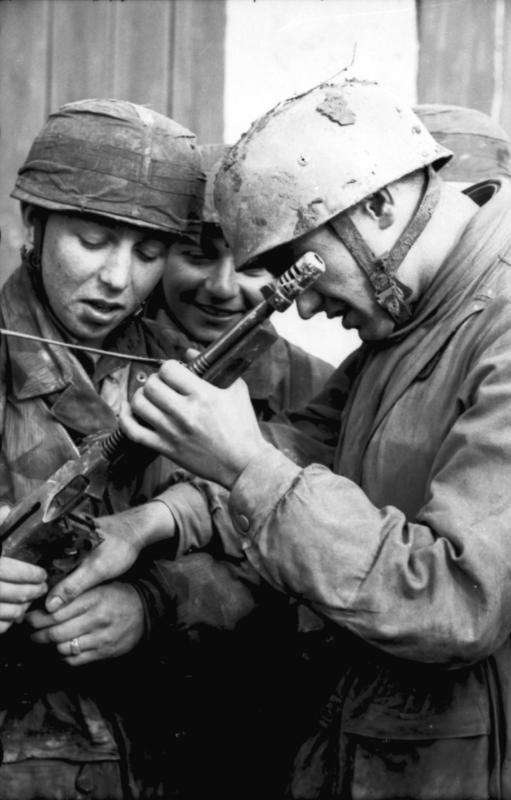
德軍空降獵兵正在仔細地檢查所繳獲的湯普森衝鋒槍，突尼西亞
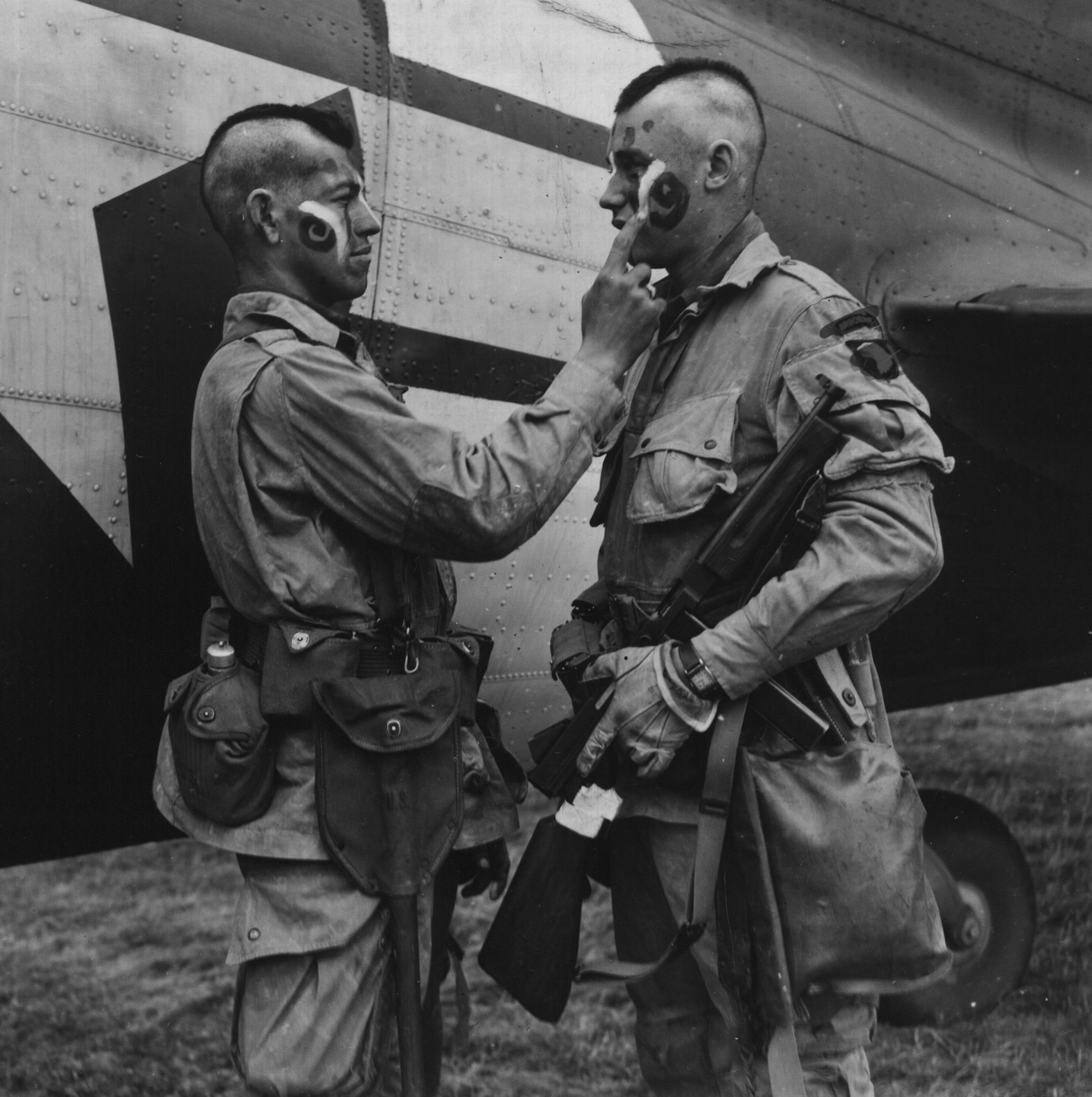
配備湯普森衝鋒槍的美軍士兵在出发前塗上伪装迷彩，1944年6月攝於英国

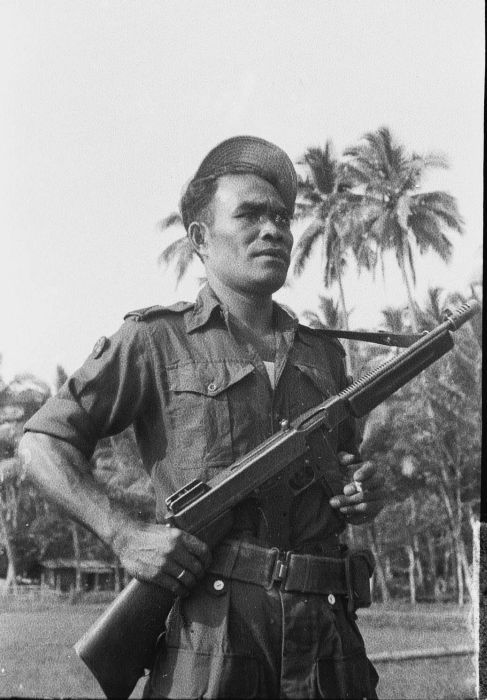
裝備M1928衝鋒槍的皇家荷蘭東印度軍士兵，攝於1948年

### 第二次世界大戰之後
雖然在美軍服役的湯普森衝鋒槍已普遍被M3／M3A1所取代，但由於倉庫中仍然有大量庫存，湯普森衝鋒槍仍然被美軍歸類為限量使用的制式裝備或用於填補M3／M3A1的空缺。
從第二次中日戰爭到国共内战期间，许多汤普森冲锋枪被作为军事援助供應給國民革命軍，直至1949年为止。韓戰期間，美軍驚訝地遇到大量裝備湯普森衝鋒槍的中國人民志愿军士兵，同時該槍對美國和韓國軍隊也具備很大作用，尤其於短距離作戰的時候。
在古巴革命中，菲德爾·卡斯特羅的游擊隊也有使用湯普森衝鋒槍。
在越南战争中，一些南越軍隊單位和國防民兵都裝備了湯普森衝鋒槍，其中有少數被分配給偵察部隊、軍事顧問及其他美軍單位。在戰爭後期，新列裝的M16突擊步槍取代了湯普森衝鋒槍的地位。同時，除美軍士兵裝備湯普森衝鋒槍外，他們的敵人越共也非常喜歡該武器。越共游擊隊並於叢林的小工場中以仿製方式生產出自己的湯普森衝鋒槍。
在北愛爾蘭衝突中，愛爾蘭共和軍又再次使用湯普森衝鋒槍。據歷史學家彼得·哈特所指，湯普森衝鋒槍仍然是官方愛爾蘭共和軍和臨時愛爾蘭共和軍的重要武器，其地位一直延續到20世紀70年代直到被AR-18突擊步槍及AK步槍取代為止。
湯普森衝鋒槍也曾被美國本土和外國的執法部隊所使用，當中包括聯邦調查局。聯邦調查局於1930年代起裝備湯普森衝鋒槍，並一直使用至1976年才退役。除了少數作為博物館展品展出或作訓練用槍外，美國聯邦政府擁有的湯普森衝鋒槍已被全數銷毀。
湯普森衝鋒槍或其仿製品仍然不時可見於一些地区衝突，例如波斯尼亞戰爭。

## 中國與湯普森衝鋒槍

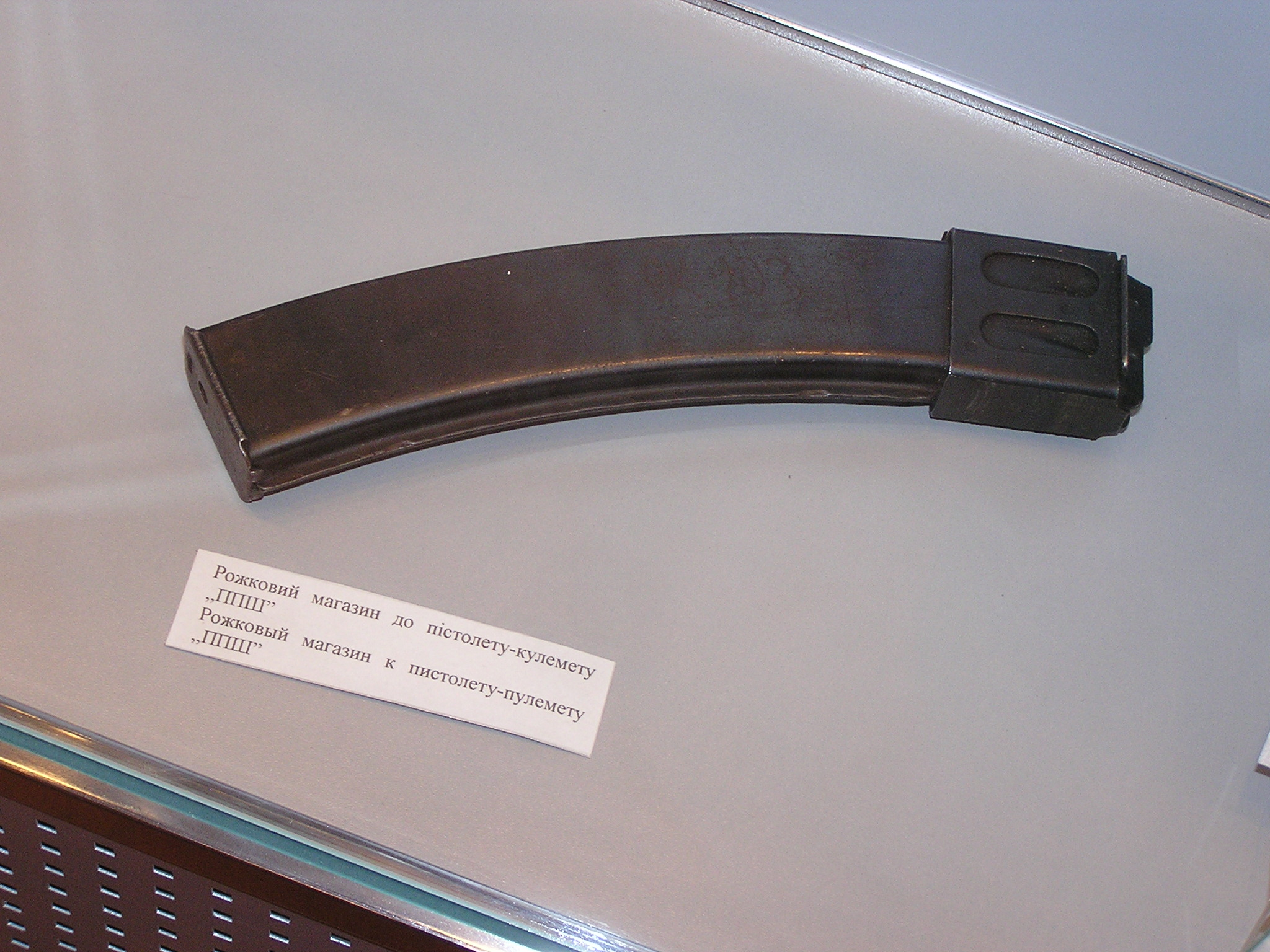
PPSh-41的35發彎身彈匣

Thompson冲锋枪在中国境内翻译为“汤姆逊”、“汤普森”、“汤普生”等。
中華民國在北伐战争时便出現少量的湯普森衝鋒槍，由於當時中國被西方國家實施軍火禁運政策，第一批使用的單位可能是從跑單幫的軍火商取得並少量運用。而孙中山卫队據稱也購買了30支M1921型汤姆森冲锋枪，並出現在1924年的国民党一大会场的歷史照片當中。。
1923年广东兵工厂仿制M1921成功，但由于成本太高没量产。1926年山西太原兵工厂仿制成功，并大量生产，枪身上铭刻“冲锋机关枪”(正式名稱為「晉造湯姆遜手提機槍」)，并在晋绥军中曾大量装备，中原大战时曾达到每班两支。1936年百灵庙抗战的晋绥军的历史照片中也大量装备该枪。四川军阀刘湘设在重庆的兵工厂曾仿制汤姆逊M1923冲锋枪并装备部队，藉由逆向工程方式開始小規模生產湯普森衝鋒槍，而當時軍閥戰力普遍不強，能夠裝配此等自動武器的部隊只有其親信或是精兵，配有湯普森衝鋒槍之類的自動武器也成為各路精銳部隊的一種特徵。山西仿製的湯普森衝鋒槍發射.45 ACP子彈，四川仿製的則發射7.63×25毫米毛瑟彈。
1941年开始，中華民國成为「租借法案」受援国，开始获得美援。汤普森冲锋枪首先普遍配发中国驻印军，國民革命軍對湯普森衝鋒槍的配發與美軍相同，每個班的班長都會配發一把湯普森衝鋒槍作為近戰火力核心，可有效壓制日軍的刺刀衝鋒。随着駝峰航線與雷多公路打通，許多的美援武器進入中國各式軍隊裡，据统计至1945年作為軍事援助的汤普森冲锋枪一共有44,145把。許多湯普森衝鋒槍被分配至國軍部隊，直至1949年為止，例如1948年国军整编十一师（军级单位，第十八军整编成）就装备了2,564把汤普森冲锋枪。当时有说法：“背上十斤半，就把排长干”。
国共内战期間中共军队從中華民國國軍缴获了汤普森冲锋枪，例如在孟良崮战役中缴获了自国军整编七十四师的汤普森冲锋枪1,210把。韓戰期間，汤普森冲锋枪曾配备中國人民志願軍使用，中國人民解放军第三十九军为例入朝前共装备了3,058把汤普森冲锋枪，在中國人民解放军换装蘇聯式裝備后，汤普森冲锋枪被移交到民兵使用到1970年代。1970年代爲了大辦民兵師，起用了很多戰爭年代繳獲的老槍，由於當時解放军已改用蘇聯式的7.62×25毫米托卡列夫手槍彈，故這些湯普森衝鋒槍也被改膛至發射該種子彈和改用來自PPSh-41衝鋒槍的35發容量彎身彈匣。之後很多都被改造成為道具用槍，例如在電視劇《中國遠征軍》當中就有使用PPSh-41彎身彈匣的湯普森衝鋒槍出現。

## 使用特性
湯普森衝鋒槍的早期版本射速較高，達1,200發／分鐘，而1921警用型為850發／分鐘，1928軍用型則為720發／分鐘。其戰時衍生型M1及M1A1的射速降至600發／分鐘，高射速使湯普森衝鋒槍具備一個相當沉重的扳機，彈藥消耗速度也十分快，亦使槍管於自動射擊時很容易上揚。相較於現代的9毫米衝鋒槍，湯普森衝鋒槍可算是相當沉重。以上都是軍人對湯普森衝鋒槍的主要投訴內容之一。
雖然彈鼓提供了顯著的火力，但在軍隊服役時被發現其過於笨重，尤其是在巡邏時掛在身上的時候。不但如此，湯普森衝鋒槍的彈鼓還相當脆弱，裡面的子彈往往一直來回碰撞，產生不必要的噪音。基於這些原因，20發和30發直彈匣很快就成為了M1928A1最流行的供彈具，往後的M1和M1A1設計亦沒有再兼容彈鼓。湯普森衝鋒槍是其中一款最早採用雙列進彈的衝鋒槍，這增加了該槍在可靠性方面的聲譽。此外，該槍在接觸雨水、灰塵或泥土後的表現比多款同類武器都要優勝。
湯普森衝鋒槍使用開放式槍栓，即槍栓和相關工作部件都被卡在後方。當扣動扳機後槍栓被放開前進，將子彈由彈匣／彈鼓推上膛並且將其發射出去，再將槍栓後推，彈出空彈殼，循環操作準備射擊下一發子彈。

## 相關資料
與其他9毫米口徑衝鋒槍相比，.45口徑的湯普森衝鋒槍重量較高及後座力較大，也較難瞄準。儘管如此，湯普森仍然是火力強大及可靠性高的衝鋒槍之一。
由於曾被美國黑手黨及二戰盟軍使用的關係，湯普森成為了現在收藏家尋找的珍品，一把可正常運作的M1928原型售價高達20,000美元以上，而自動軍械公司及Kahr Arms現在仍有發售復刻的半自動版本。自動軍械公司、薩維奇武器及柯爾特公司一共制造了約1,700,000把湯普森衝鋒槍，當中1,387,134把被簡化成M1及M1A1以符合二戰的生產標準（移除延遲閉鎖系統及潤滑系統）。

## 衍生型

### 遊說者及殲滅者
湯普森衝鋒槍有兩種試驗型，“遊說者”（Persuader）是彈鏈供彈版本，在1918年推出，而“殲滅者”（Annihilator）是以20或30發彈匣供彈的改進型，在1918—1919年推出，其後亦推出50發及100發專用彈鼓。

### M1919
M1919是“遊說者”及“殲滅者”的改進型，亦是美國軍方武器准將約翰·T·湯普森於1920年在俄亥俄州佩里營（Camp Perry）測試的版本，當時所有的M1919皆沒有槍托及前照門，而最後測試版本類似M1921。當時的紐約市警察局是M1919的最大用家。
- 口徑：.45 ACP、.22 LR、.32 ACP、.38 ACP、9毫米、.351溫徹斯特自動裝填（英语：.351 Winchester Self-Loading）
- 空槍重：3.75公斤（8磅4安士）
- 全長：808毫米（31.8寸）
- 槍管長：267毫米（10.5寸）
- 理論射速：1,500發／分鐘（實際約700發／分鐘）
- 供彈方式：20或30發彈匣、50或100發彈鼓、18發.45彼得斯—湯普森彈匣
- 有效射程：50米（55碼）

### M1921

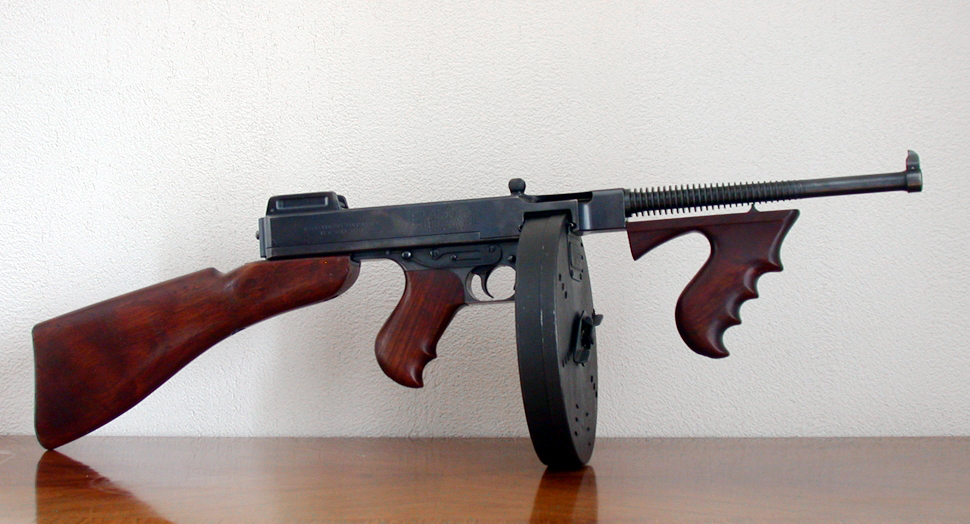
湯普森M1921衝鋒槍

M1921是湯普森衝鋒槍首款大量生產的版本，柯爾特為自動軍械公司生產了共15,000把，它的原本設計更像運動步槍般精良，並裝有烤藍槍管和木制前握把。由於早期的汤普森冲锋枪射速高枪管迅速过热所以枪管带散热刻紋。M1921採用半後座和延遲閉鎖系統（Friction lock、又稱Blish lock）的設計。其特有的方形机匣由一块钢材铣削而成。
M1921的生產成本昂貴，當時的零售價為225美元，這是因為高品質的木制槍托、手槍握把、前握把及微細部件制作方法困難。M1921亦經常出現在以1920—30年代的美國黑手黨為題材的電影及電視劇當中。
- 口徑：.45 ACP、.22 LR、.32 ACP、.38 ACP、9毫米、.351溫徹斯特自動裝填
- 空槍重：4.4公斤（9磅12安士）
- 全長：808—909毫米（31.8—35.8寸）
- 槍管長：267毫米（10.5寸）、368毫米（14.5寸）
- 理論射速：800發／分鐘（實際約225—300發／分鐘）
- 供彈方式：20或30發彈匣、50或100發彈鼓、18發.45彼得斯—湯普森彈匣
- 有效射程：50米（55碼）

### M1923
M1923是自動軍械公司為美國陸軍專門生產的版本。M1923裝有355毫米（14寸）槍管，發射比.45 ACP火力更大、射程更遠的.45雷明登—湯普森彈藥。該槍裝有長方型護木、兩腳架、槍背帶及刺刀座，原本預定填補白朗寧自動步槍（BAR）的空缺，但由於陸軍對BAR的表現滿意而沒有考慮訂購。
- 口徑：.45 ACP、.45雷明登—湯普森（250格令、初速1,450尺／秒）
- 空槍重：14.5寸槍管連兩腳架：5.7公斤（12磅6安士）、10.5寸槍管：4.4公斤（9磅12安士）
- 全長：808—909毫米（31.8—35.8寸）
- 槍管長：267毫米（10.5寸）、368毫米（14.5寸）
- 理論射速：800發／分鐘、400發／分鐘（實際約225—300發／分鐘）
- 供彈方式：20或30發彈匣、50或100發彈鼓、18發.45彼得斯湯普森彈匣
- 有效射程：50米（55碼）

### BSA湯普森
為了嘗試發展海外市場，自動軍械公司與伯明罕輕兵器公司（英語：Birmingham Small Arms Company-BSA）合作，並授權BSA生產歐洲版本，命名為BSA湯普森。BSA湯普森與原版的設計有所不同，它發射7.65毫米魯格彈（美國稱為.30魯格），雖然被多國政府測試，但沒有任何訂單。
M26（M1926）
- 口徑：9毫米
- 空槍重：3.4公斤（7磅6安士）
- 全長：890—910毫米（35—36寸）
- 槍管長：連Cutts制退器318毫米（12.5寸）
- 理論射速：800發／分鐘（實際約225—300／分鐘）
- 供彈方式：不詳
- 有效射程：100米（110碼）

M29
- 口徑：.45 ACP、9毫米、9毫米貝爾德、7.63毫米毛瑟、7.65毫米
- 空槍重：4.3—4.8公斤（9磅6安士—10磅6安士）
- 全長：890—910毫米（35—36寸）
- 槍管長：連Cutts制退器318毫米（12.5寸）
- 理論射速：700—800發／分鐘（實際約225—300發／分鐘）
- 供彈方式：不詳（.45 ACP型使用標準20或30發彈匣及50或100發彈鼓）
- 有效射程：100米（110碼）

### M1927
M1927是M1921的半自動版本，由M1921更換部份零件改造而成，原本槍身刻有的“Thompson Submachine Gun”銘文標記被改為“Thompson Semi-Automatic Carbine”、而“Model of 1921”銘文則被改為“Model of 1927”。
雖然M1927只有半自動發射模式，但可以輕易改裝成全自動版本，在1934年通過的美國國家槍械法案中，M1927被定位為機槍。
- 口徑：.45 ACP或其他
- 空槍重：4.4公斤（9磅12安士）
- 全長：808毫米（31.8寸）
- 槍管長：267毫米（10.5寸）
- 理論射速：半自動
- 供彈方式：20或30發彈匣、50或100發彈鼓、18發.45彼得斯湯普森彈匣
- 有效射程：50米（55碼）

### M1928

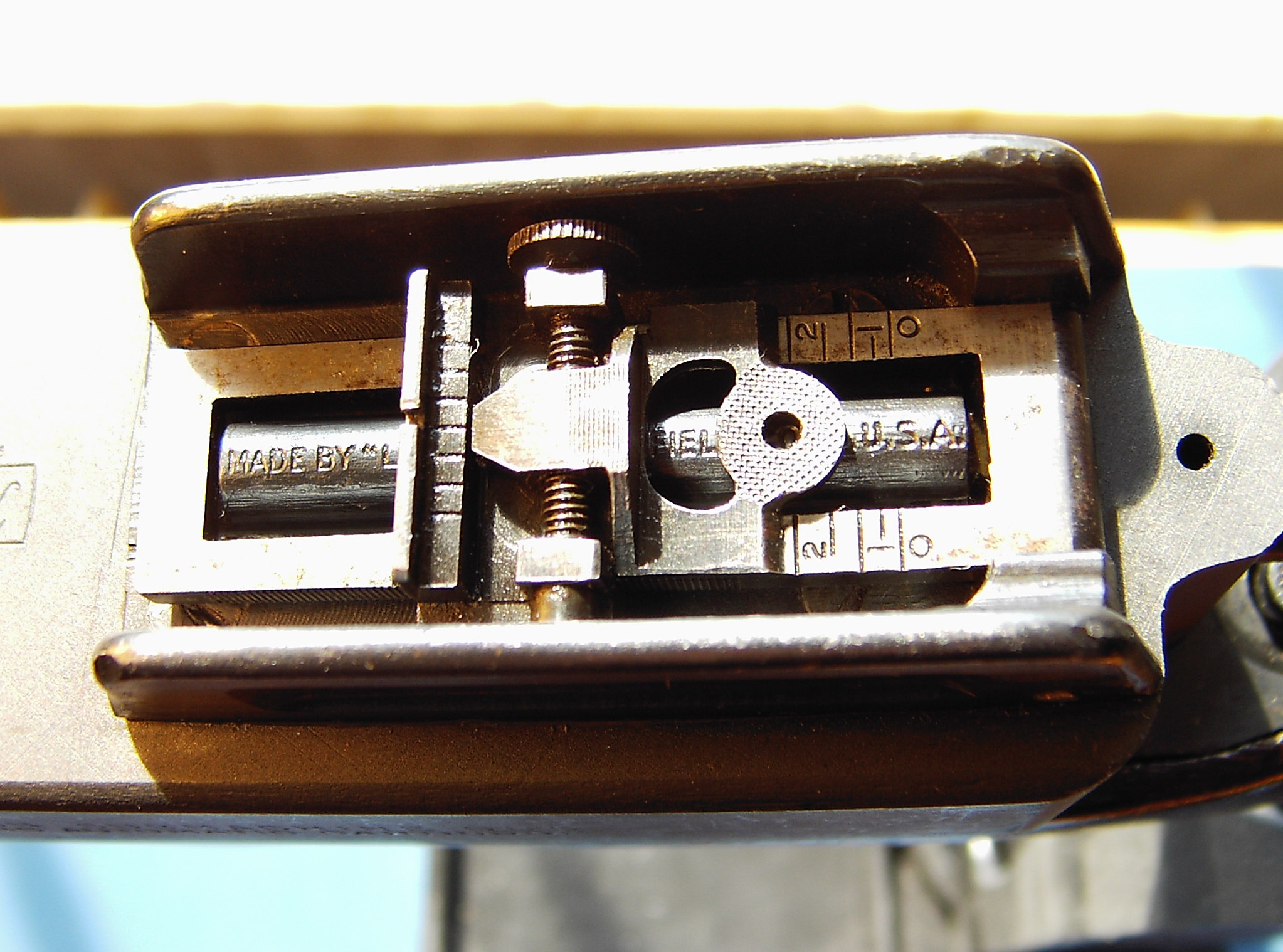
M1928A1的可調式後照門

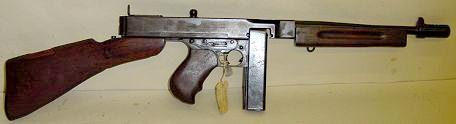
M1928A1

M1928是首種被美軍大量裝備的版本，1930年代的美國海軍和美國海軍陸戰隊是其主要用家。M1928是M1921的改進版，前者加裝了降低射速的零件，瞄具是可调整射程的折叠式觇孔瞄准具。在二戰開始時英國及法國落下的M1928訂單挽救了自動軍械公司，讓其免於倒閉。
- 口徑：.45 ACP（部份試驗型為.30卡賓槍）
- 空槍重：4.4公斤（9磅12安士）
- 全長：808毫米（31.8寸）
- 槍管長：267毫米（10.5寸）
- 理論射速：600發／分鐘（實際約225—300發／分鐘[31]）
- 供彈方式：20或30發彈匣、50或100發彈鼓
- 有效射程：50米（55碼）

### M1928A1

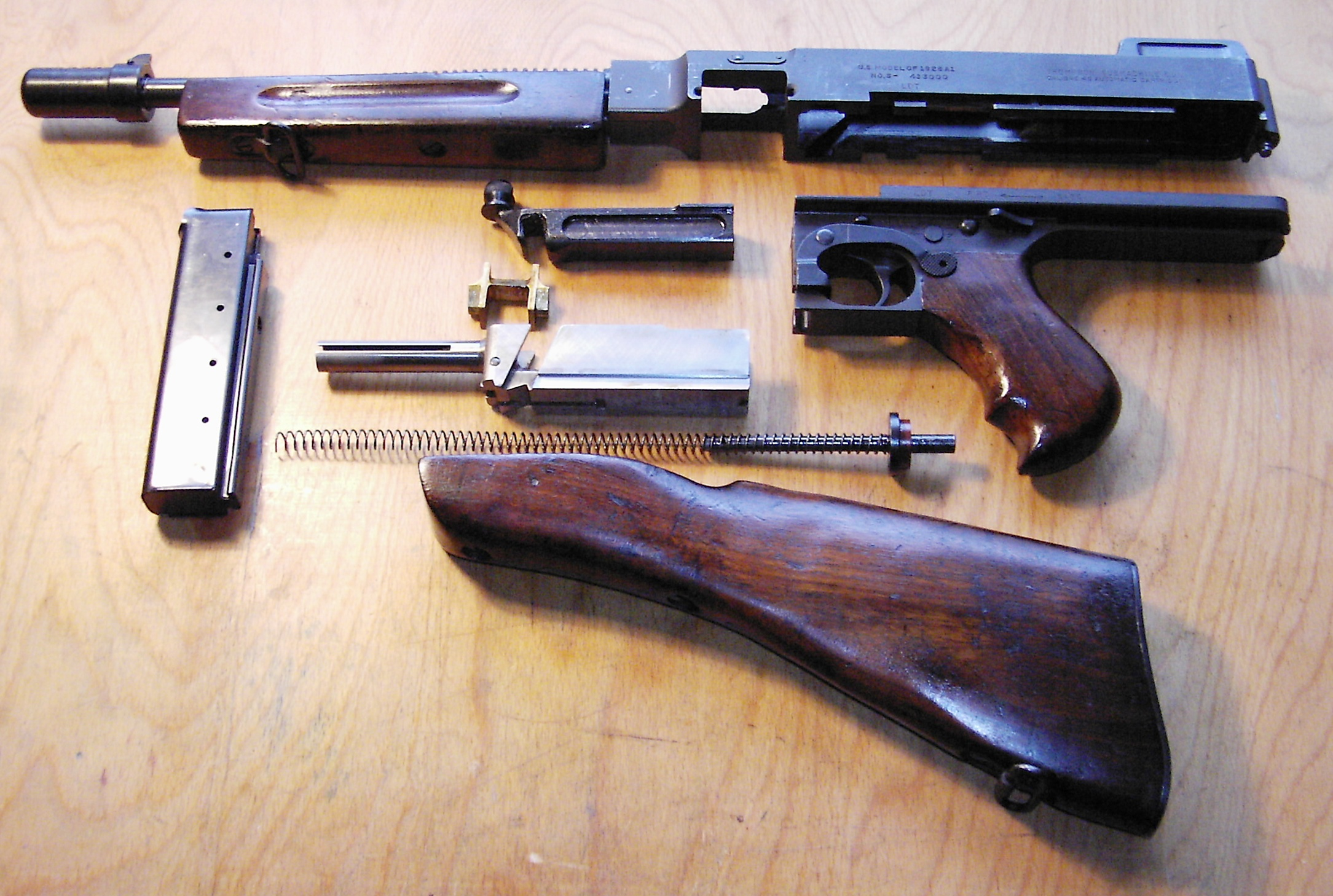
M1928A1的分解圖

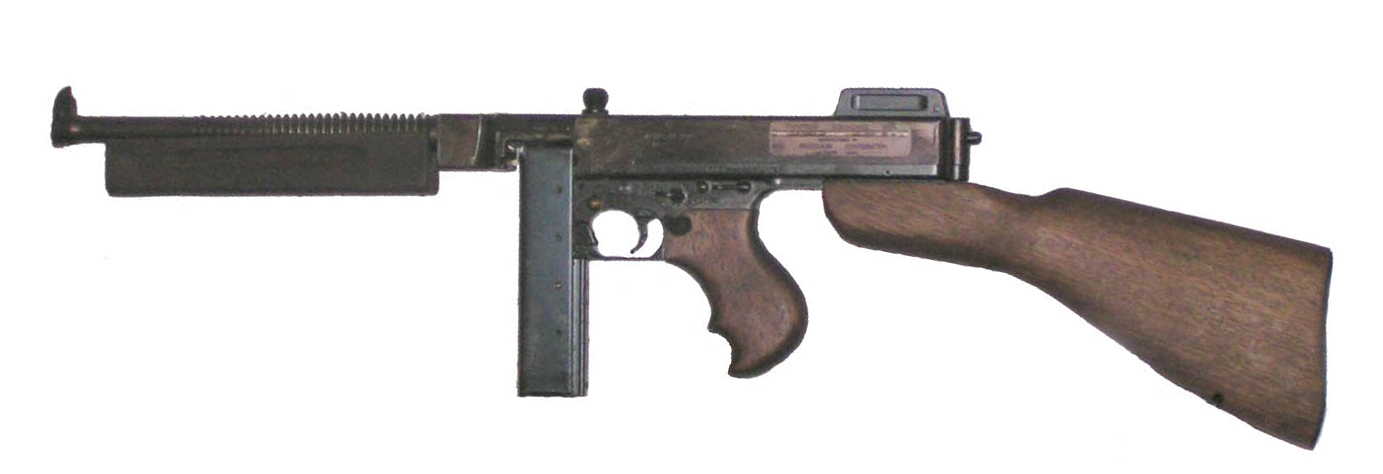
M1928A1（已失去枪口制退器）

M1928A1是M1928的改良版，它以長方型護木取代了木制前握把、改用垂直式手槍握把及配備有軍用槍背帶，M1928A1在珍珠港事件發生前投入大量生產，而在二戰初期只有兩家工廠生產，一共制造了562,511把。美國曾透過租借法案將部份M1928A1送住中華民國、法國和英國等地。M1928A1是美國海軍陸戰隊在太平洋戰場的主要裝備，它可對應20、30發直彈匣及50發彈鼓，但50發彈鼓經常導致卡彈和被認為是太笨重，特別是長時間持槍時。
蘇聯亦在租借法案中獲得了M1928A1及M3斯圖亞特輕型坦克，但由於M1928A1所用的.45 ACP彈藥是由美國人連同M1911A1和M1928A1等武器一同供應的，蘇聯本身並沒有生產，意味著子彈在打完後將無法補給，因此蘇聯紅軍在二戰中採用M1928A1的情況並不普遍。在2006年，俄羅斯把少量當年的M1928A1拆開成“備用零件”運回美國。
瑞典亦有採用M1928A1，並命名為「m/40」。
- 口徑：.45 ACP
- 空槍重：4.4公斤（9磅12安士）
- 全長：838毫米（33寸）
- 槍管長：連制退器：318毫米（12.5寸）
- 理論射速：600發／分鐘（實際約225—300發／分鐘）
- 供彈方式：20或30發彈匣、50或100發彈鼓、18發.45彼得斯湯普森彈匣
- 有效射程：50米（55碼）

### M1

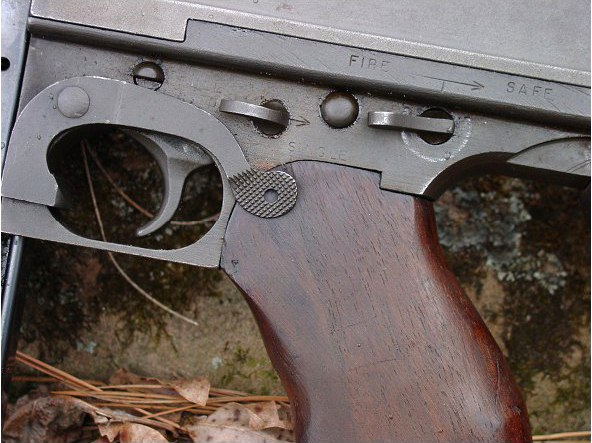
M1的射擊模式選擇鈕

M1，美軍正式命名。M1是M1928系列的簡化版，它改用單純的後座作用運作系統（反衝式系統），取消枪栓上延迟机构，改變了機匣形狀，拉機柄從機匣上方改為位於機匣右側，省略槍管上的螺紋状散热片與卡茨枪口制退器，以固定孔式後照門取代可調式後照門、彈匣槽不再對應彈鼓，裝有木制固定式槍托並直接用螺栓鎖在槍栓容納空間上，射速亦降至約600至700發／分鐘，同時亦推出了更便宜且易於生產的30發直式彈匣。
- 口徑：.45ACP
- 空槍重：4.4公斤（9磅12安士）
- 全長：808毫米（31.8寸）
- 槍管長：267毫米（10.5寸）
- 理論射速：600—700發／分鐘（實際約225—300發／分鐘）
- 供彈方式：20或30發彈匣
- 有效射程：50米（55碼）

### M1A1

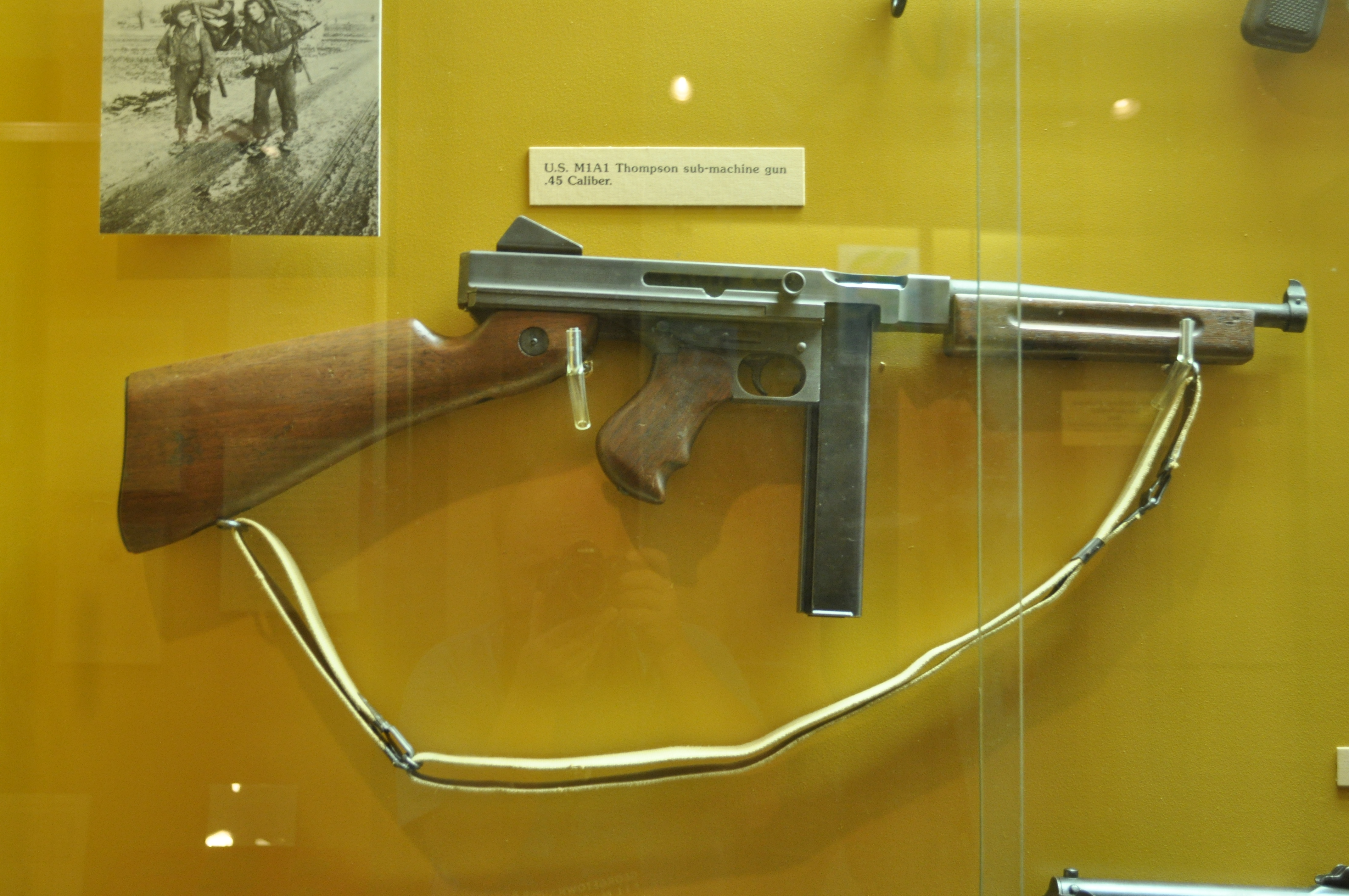
M1A1

M1A1，美軍正式命名。由於工序簡化，M1A1所需的生產時間只有M1928A1的一半，成本亦有所降低。1939年美國政府購買湯普森衝鋒槍的單價為209美元，到1942年春季，單價降至70美元，直到1944年2月，包括配件的M1A1單價只需45美元，在1944年尾，M1A1被更低成本的M3衝鋒槍取代。
M1A1配備30發彈匣，後照門加裝了護翼，並改良了枪栓上的固定撞針。
- 口徑：.45 ACP
- 空槍重：4.8公斤（10磅6安士）
- 全長：808毫米（31.8寸）
- 槍管長：267毫米（10.5寸）
- 理論射速：700—750發／分鐘（實際約225—300發／分鐘）
- 供彈方式：20或30發彈匣
- 有效射程：50米（55碼）

### M1927A1
M1927A1是自動軍械公司在1974—1999年推出的半自動民用版本，正式名稱為，M1927A1與當年由柯爾特生產的M1927不同，主要改進了槍栓閉鎖系統。

### M1927A3
M1927A3亦是自動軍械公司推出的半自動民用版本，但改為.22 LR口俓。

### M1927A5
M1927A5是發射.45 ACP手槍彈的半自動民用版本，也是由自動軍械公司推出。它改用了較輕的鋁製機匣、移除了槍托，同時改用13寸槍管以合乎美國法律規定的長度限制。

## 私人擁有

### 美國

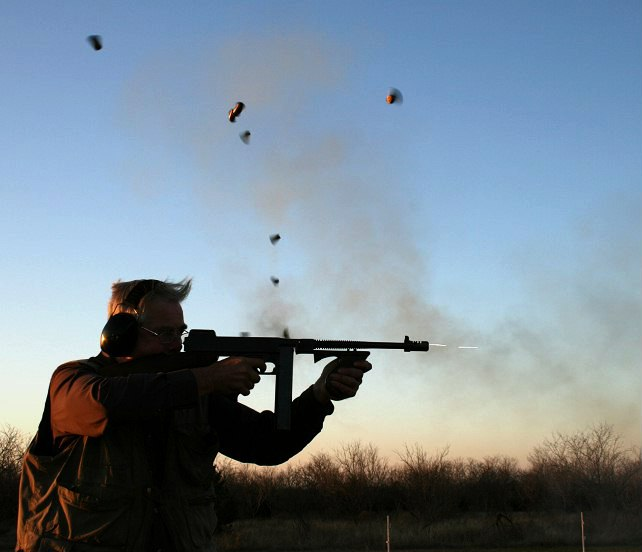
M1921的開火

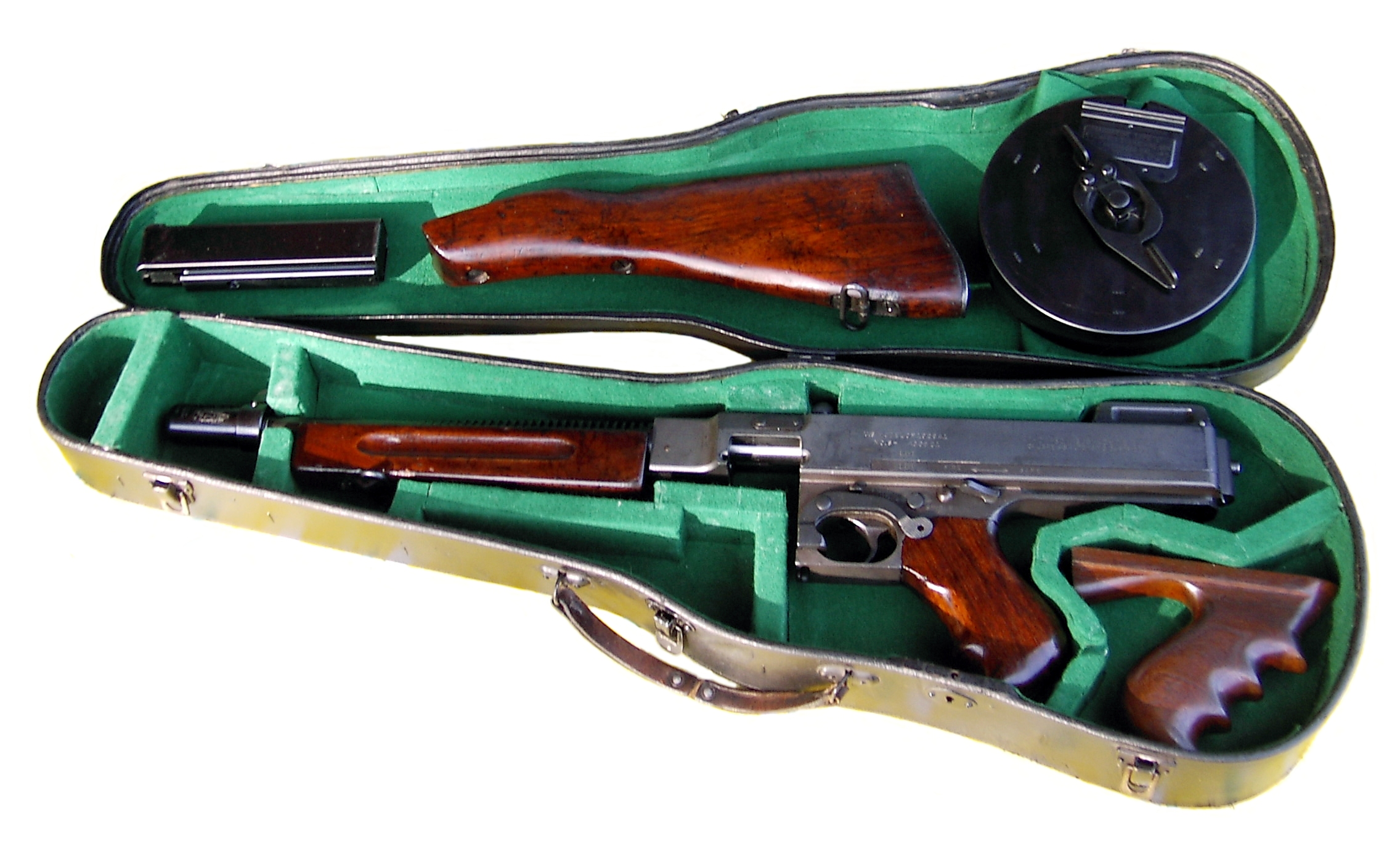
收藏於小提琴盒的M1928A1及其彈鼓

湯普森衝鋒槍在大蕭條時期的黑手黨、土匪、好莱坞電影和禁酒令期間的情人節大屠殺取得了最早期的惡名。它被某些研究員稱為“製造二十聲咆哮的槍”。因拆下槍托和弹鼓后，它可以方便地藏进小提琴盒里，故也有人将其称为“芝加哥小提琴”（芝加哥是当时黑帮活动猖獗的地区）。
由於一戰結束軍方需求大減，大量滯銷的湯普森衝鋒槍轉流入民間市場，而以芝加哥黑幫為首的非法組織成為這批槍械的主要用戶。1925年9月25日，芝加哥南區幫的老大爱德华·“斯派克”·奥唐纳（Edward "Spike" O'Donnell）遭到敵對組織的槍手持湯普森衝鋒槍掃射，令他成為該型槍械流入民間後的第一個受害者。但因該槍在連續射擊時產生的嚴重上揚現象，使得遇襲當時趴倒在地上的奥唐纳得以倖免，成為少數得以善終的芝加哥黑幫首領（奥唐纳在1962年時死於心肌梗塞，得年72歲）。而在1930年，著名銀行大盜約翰·迪林傑（John Dillinger）也喜歡手持湯普森衝鋒槍對執法人員掃射，一度使警察和聯邦調查局探員束手無策。
在1920—1930年代期間，黑手黨曾大量使用湯普森衝鋒槍，也是美國國會於1934年通過全國槍械法的主要原因之一。法案中的其中一節要求所有全自動武器必需向美國煙酒槍炮及爆裂物管理局登記在案。該法還限制了全自動武器的擁有、轉讓和運輸。而半自動版本則一般不受此限。

### 加拿大
湯普森衝鋒槍（包括所有的衍生型或改裝版本）被加拿大政府列為“違禁武器”。因此，除了非常特殊的情況外，它們不能被合法進口或擁有。這些特殊情況包括：該槍於法案通過前已留在加拿大境內，再由祖先傳下。

## 使用國
- - 澳洲國防軍：二戰期間使用，後來被欧文冲锋枪（Owen Gun）所取代。
- 比利时
- 巴西
  - 巴西武裝部隊：由二戰至1980年代期間一直使用[39]。
- 柬埔寨
- 加拿大[40]
- 哥伦比亚
- 中華民國[41]
  - 國民革命軍：軍閥內戰、第一次國共內戰期間使用未經授權製造的仿製版本，另外在二戰通過租借法案取得各種原廠版本的湯姆森衝鋒槍
  - 中華民國國軍：第二次國共內戰期間繼續獲美國供應各種原廠版本的湯姆森衝鋒槍，民國70年代後陸軍全部退役，海軍則於民國80年代初仍有用作艦艇軍械室儲備槍枝。
  - 內政部警政署
- 中华人民共和国
  - 中國人民解放軍：第二次國共內戰期間繳獲自國軍
  - 中國人民志願軍：韓戰期間除了使用原廠版本外，也出現了少量未經授權製造的版本[42][43]。
  - 中國民兵：建國後從解放軍手中移交，70年代後全部退役
- 哥伦比亚
- 刚果共和国
- [44]
- 古巴
- 賽普勒斯
- 刚果民主共和国
- 丹麦
- 埃及[45]
- 法國[42]
  - 法國武裝部隊：使用M1928A1版本。[46]
- 納粹德國
  - 德意志國防軍：二戰期間繳獲自盟軍。
- 西德
  - 德國聯邦國防軍：二战後曾短暫裝備。
- 希腊
  - 希臘武裝部隊
  - 希臘警察[41][47]
- 海地
- 英属印度—於馬來亞戰役及緬甸戰役中廣泛使用。
- 印度
- 印度尼西亞
  - 印尼武裝部隊：於印度尼西亚独立革命中從荷蘭軍奪取，並於50至70年代作為特種部隊武器。
- 巴列维王朝
- 愛爾蘭
- 以色列[48]
- 義大利王國
  - 意大利联合交战陆军[49]
- 義大利共和國
  - 義大利武裝部隊[50]
    - 義大利空軍：二戰後使用。[51]
    - 卡賓槍騎兵：二戰後使用。[52]
- 日本
  - 海上自衛隊：曾擁有少量由美國軍援的湯普森衝鋒槍。[53]
- 约旦
- - 大韓民國國軍：於韓戰及越战期間獲美國少量供應，越戰後全部退役。
- 科威特
- 盧森堡
  - 盧森堡大公國軍：為M1A1，1952年起裝備，直至1967年被烏茲衝鋒槍所取代。[54]
- 墨西哥
- 緬甸
- 荷蘭
  - 荷蘭武裝部隊：在二戰早期通過租借法案取得至少3,680枝湯普森衝鋒槍。
- 新西兰[44]
- 挪威
- 巴拿马
- 菲律賓
- 波蘭流亡政府—华沙起义中由美國空投。
- 葡萄牙
  - 治安警察局（英语：Polícia de Segurança Pública）：曾裝備少量M1928[55]。
- 苏联
  - 蘇聯紅軍：二戰時通過租借法案獲得部份M1928A1[56]。
  - 蘇聯海軍：二戰時通過租借法案獲得部份M1928A1。
  - 內務人民委員會：於1924年從墨西哥購入大量M1921，並使用至1930年代[57]。
- 瑞典[58]
- 泰國
- 土耳其
  - 土耳其武裝部隊：於1950至1970年間使用，曾用於韓戰[59]及入侵塞浦路斯的軍事行動。[60][61]
- 乌克兰：為M1928A1，來自蘇聯時期的庫存。
- 英国
  - 英國武裝部隊：為M1928，於1940年首次配發。[62]
- 美国
  - 美国海军陆战队：於1921年開始使用M1921[63]，後來換裝M1及M1A1。
  - 美国陆军：於1938年開始配發[64]。
  - 聯邦調查局
  - 多個聯邦及地方執法機構
- 委內瑞拉[65]
- 乌拉圭
- 委內瑞拉
- 越南共和国[44]
- 越南—未經授權製造[42]，於第一次印度支那戰爭中使用。
- 南斯拉夫[66]

### 非國家組織
- 美國組織性犯罪集團，如芝加哥犯罪集團及美國黑手黨。
- 臨時派愛爾蘭共和軍於1960及70年代曾使用M1921[67][68]。
- 越共曾加以仿製[69]。
- 中國工農紅軍：第一次國共內戰期間繳獲自國民革命軍各式未經授權的仿製品

## 流行文化
湯普森衝鋒槍普遍地出現在各種以1920—30年代的美國黑手黨以及二戰美軍為題材的影視作品。

### 電影
- 1967年—《我倆沒有明天》：型號為M1928，由克萊德·巴羅（華倫·比提飾演）、 邦妮·派克（費·唐娜薇飾演）、C.W.莫斯（邁克爾·J·波拉德飾演），以及弗蘭克·哈默爾（丹佛·派爾飾演）和他的手下所使用。
- 1990年—《狄克崔西》：由狄克·崔西（沃伦·比蒂飾演）警探，其他警員及犯罪份子所用。
- 1996年—《星艦迷航記VIII：戰鬥巡航》：由尚路克·畢凱艦長（派崔克·史都華飾演）在生物甲板上使用以對付博格人。
- 1998年—《雷霆救兵》：型號為M1A1，由約翰·H·米勒上尉（湯姆·漢克飾演）和其他美國陸軍士兵所使用。
- 2002年—《駭客任務：重裝上陣》：型號為M1928，在向尼奧（基努·李維飾演）集體開火期間由梅羅文加的一名打手所使用。
- 2008年—《神鬼傳奇3》：瑞克·歐康納的愛槍之一
- 2009年—《頭號公敵》：為柯特M1921和M1928的混合槍，由約翰·迪林傑（強尼·戴普飾演）、他的手下以及聯邦調查局探員所使用。
- 2010年—《太平洋的奇蹟》：型號為M1和M1A1，由美國海軍陸戰隊員和日本皇軍一等兵堀內今朝松（唐澤壽明飾演）所使用。
- 2011年—《登陸之日》：型號為M1A1，於諾曼第登陸期間由美軍士兵所使用。
- 2014年—《怒火特攻隊》：型號為M1A1，由格雷迪·「詐炮」·崔維斯（強·柏恩瑟飾演）、波伊德·「聖經」·史旺（西亞·李畢福飾演）和其他美軍士兵所使用。
- 2019年—《緝狂公路》：型號為M1921AC，由邦妮·派克（艾米莉·布羅布斯特飾演）和執行暗殺任務的警察小隊所使用。

### 電視劇
- 2010年—《太平洋戰爭》：型號為M1928A1和M1A1，由美國海軍陸戰隊所使用。

### 電子遊戲
- 1999年—《榮譽勳章》：型號為M1A1，奇怪地使用M1928的重新裝填動作。
- 2001年—《戰地風雲1942》：型號為M1A1，為美軍、英軍和加拿大軍醫療兵專用武器。
- 2002年—《榮譽勳章：反攻諾曼第》：型號為M1A1，美軍陣營武器。
- 2002年—《重返德軍總部》：單人跟雙人遊戲都有出現，唯單人版的彈藥較為有限且僅限於部分地方才能取得。
- 2003年—《越共》：型號為M1A1，美軍陣營武器。
- 2003年—《決勝時刻》：型號為M1A1，由美軍所使用。
- 2003年—《決勝之日》：型號為M1A1，美軍軍士長專用武器。
- 2004年—《決勝時刻：聯合行動》：型號為M1A1，由美軍所使用。
- 2004年—《決勝之日：次世代》：型號為M1A1，美軍突擊兵專用武器。
- 2005年—《決勝時刻2》：型號為M1A1，由美軍和英軍所使用。
- 2005年—《惡靈古堡4》：命名為“Chicago Typewriter”。當遊戲通關名為“Separate Ways”艾達篇小遊戲後(GameCube版本則需要通關“Assignment Ada”)，玩家便可在武器商人那裡購買湯普森衝鋒槍，是一款射速快且無限子彈的強大武器。里昂篇售價為一百萬元，艾達篇則為三十萬。
- 2006年—《決勝時刻3》：型號為M1A1，由美軍所使用。
- 2007年—《戰地之王》：型號為M1A1。
- 2007年—《絕對武力Online》：型號為M1921，以50發彈鼓供彈，機匣上刻有《頭號公敵》圖案，命名為“Thompson Chicago”，奇怪地使用閉鎖式槍栓。
- 2008年—《決勝時刻：戰爭世界》：型號為M1A1，奇怪地可使用彈鼓供彈，戰役模式中由美國海軍陸戰隊所使用。聯機模式中可由所有陣營使用。
- 2009年—《戰地風雲1943》：型號為M1928A1，30發彈匣供彈，美軍步兵專用武器。
- 2010年—《決勝時刻：黑色行動》：型號為M1A1，僅於殭屍模式登場。
- 2010年—《戰地風雲：惡名昭彰2》：型號為M1928，30發彈匣供彈，可由所有職階使用。
- 2012年—《決勝時刻：黑色行動II》：型號為M1921AC，命名為“M1927”，僅於殭屍模式登場，奇怪地使用閉鎖式槍栓。
- 2013年—《劫薪日2》：型號為M1928，命名為“Chicago Typewriter”。
- 2013年—《俠盜獵車手V》：型號為M1928A1，命名為“Gusemberg Sweeper”。
- 2014年—《看門狗》：型號為M1928A1，命名為“Gangster”。
- 2015年—《戰地風雲：Hardline》：型號為M1A1，奇怪地可改用彈鼓供彈，能夠由雙方所有職階使用。
- 2015年—《決勝時刻：黑色行動III》：型號為M1921AC，命名為“M1927”，僅於殭屍模式登場。
- 2016年-《少女前線》：型號為M1928A1，為遊戲中一名角色使用的武器
- 2017年—《恥辱之日》：型號為M1928A1和M1A1，分別為英軍和美軍陣營武器。
- 2017年—《戰地風雲1》：型號為M1919，分別命名為“M1919 SMG”和“Annihilator”。
- 2017年—《決勝時刻：二戰》：型號為M1A1，奇怪地可使用彈鼓供彈及隨時裝卸消音器。
- 2017年—《風起雲湧2：越南（英语：Rising Storm 2: Vietnam）》：型號為M1A1，由南越軍陣營所使用。
- 2017年-《PUBG MOBILE》型號為汤姆逊冲锋枪，可装配紅点或全息瞄准镜或冲锋枪弹匣。
- 2018年—《決勝時刻：黑色行動4》：型號為M1921AC，命名為“M1927”，僅於殭屍模式登場，奇怪地使用閉鎖式槍栓。
- 2018年—《戰地風雲5》：型號為M1928，為醫療兵解鎖武器。戰爭故事中由英軍和美軍所使用。
- 2019年-《和平精英》：型號為汤姆逊冲锋枪，可装配紅点或全息瞄准镜或冲锋枪弹匣。
- 2021年—《決勝時刻：先鋒》：型號為M1A1，錯誤地命名為“M1928”，奇怪地預設以50發彈鼓供彈。
- 2022年- 《應徵入伍》：盟軍科技樹解鎖，型號有M1、M1A1、M1921/28、M1928、M1928A1。
- 2023年—《生化危機4 重製版》：命名為「芝加哥清道夫」，以A以上評價通關專業模式難度的主線遊戲，就能在額外獎勵商店解鎖。

### 動畫/漫畫
- 2012年- 《JoJo的奇妙冒險 第二部 戰鬥潮流》：喬瑟夫曾在酒吧附近對抗史特雷時使用湯姆遜衝鋒槍對其掃射。
- 2023年- 《混世閒喵》：卡爾文在運送私酒時為了對抗追殺他們的“馬里戈爾德”，而使用湯姆遜衝鋒槍與之抗衡。